# Janet Mock

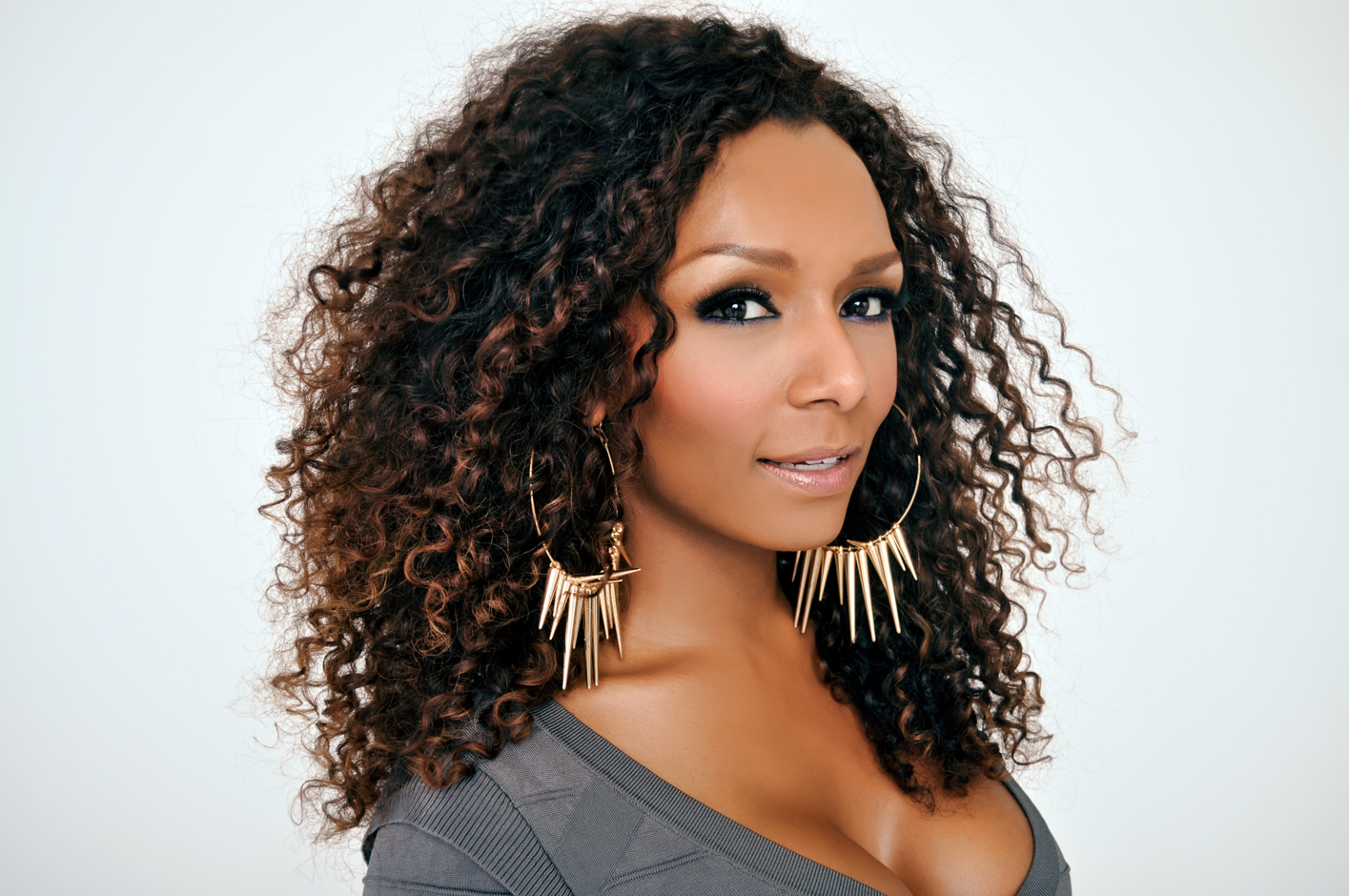
Janet Mock im Jahr 2012

Janet Mock (geboren 10. März 1983 in Honolulu) ist eine US-amerikanische Schriftstellerin, Drehbuchautorin, Produzentin und LGBT-Aktivistin. Sie ist vor allem für ihre Autobiografie Redefining Realness und ihre Zusammenarbeit mit Ryan Murphy bekannt. Sie war an mehreren seiner Serien, unter anderem Pose, Hollywood sowie Dahmer – Monster: Die Geschichte von Jeffrey Dahmer in verschiedenen Funktionen beteiligt.

## Leben
Janet Mock wurde in Honolulu als Kind eines Afro-Amerikaners und einer Portugiesisch-Polynesierin geboren. Sie verbrachte ihre Kindheit bis auf kurze Aufenthalte in Oakland und Dallas auf Hawaii. Mock, der bei der Geburt ein männliches Geschlecht zugewiesen wurde, erkannte an der High School, transgeschlechtlich zu sein. Mit 15 begann sie eine geschlechtsangleichende Maßnahme und unterzog sich drei Jahre später während ihrer ersten Semesterferien einer geschlechtsangleichende Operation in Bangkok. Nach eigener Aussage finanzierte sie letztere durch Prostitution. Zu dieser Zeit nahm sie auch den Vornamen Janet an, als sie von einer Freundin gesagt bekam, wie Janet Jackson auszusehen. 2004 schloss sie das Studium an der University of Hawaiʻi at Mānoa mit einem Bachelor in Mode-Marketing ab, zwei Jahre später erhielt sie einen Journalismus-Master an der New York University.
Mock lebt in New York und war von 2015 bis 2019 mit dem Fotografen Aaron Tredwell verheiratet.

## Karriere
Nach ihrem Abschluss 2006 arbeitete Mock fünf Jahre lang in der Redaktion der People. 2011 outete sie sich in einem Artikel von Marie Claire öffentlich als trans. Dieser war zwar in der Ich-Perspektive verfasst, allerdings schrieb ihn die Redakteurin Kierna Mayo basierend auf einem Interview mit Mock. Im Nachhinein äußerte Mock Kritik an dem Artikel, da er den Titel I Was Born a Boy trug und darin stand, sie sei als Junge aufgewachsen und erzogen worden. Laut Mock wurde sie aber als Mädchen in einem medizinisch männlichen Körper geboren. Sie hätte keinen Einfluss auf ihr Geburtsgeschlecht gehabt und sei nicht erst durch die geschlechtsangleichende Operation zu einer Frau geworden. 2014 erneuerte sie ihre Kritik an dem Artikel, zumal ihre Bitte nach einer Änderung des Titels ignoriert worden sei. Lea Goldman, die Lektorin von I Was Born a Boy, die den Titel erdacht hatte, entschuldigte sich daraufhin öffentlich bei Mock und Mayo.
2012 nahm Atria Books, eine Sparte von Simon & Schuster, Mock unter Vertrag, die eine Autobiografie über ihre Jugend verfassen sollte. Diese wurde im Februar 2014 unter dem Titel Redefining Realness: My Path to Womanhood, Identity, Love & So Much More veröffentlicht. Es ist das erste autobiografische Buch einer US-amerikanischen trans Person, die bereits als Jugendliche mit der geschlechtsangleichenden Maßnahme begann. Redefining Realness erreichte einen Platz in der The New York Times Best Seller list in der Rubrik Hardcover-Sachbuch. Das Buch handelt von Mocks persönlichen Erfahrungen von 1989 bis 2009 sowie ihren Ansichten über verschiedene gesellschaftliche Themen.
Kurz nach Abschluss ihres ersten Buchvertrags verließ Mock People. Neben ihrer Neuanstellung als freie Redakteurin bei Marie Claire, wo ihr Themenschwerpunkt auf der Porträtierung nicht-weißer Personen in der Filmbranche sowie der Rolle von trans Frauen in der Schönheitsindustrie liegt, war sie in diesem Zeitraum Moderatorin mehrerer Webformate. Dazu gehörte die Kultursendung So POPular! auf dem zu MSNBC gehörenden Streaming-Dienst Shift. Sie war zudem für den Sender Reporterin beim White House Correspondence Dinner und gelegentliche Korrespondentin des CBS-Nachrichtenmagazins ET.
Im März 2016 kündigte Atria Books eine geplante zweite Autobiografie von Mock mit dem Arbeitstitel Surpassing Certainty an, die eine „persönliche Chronik der Autorin in ihren Zwanzigerjahren“ darstelle. Im selben Jahr verfasste Mock jeweils für die The Advocate und die Marie Claire Features über den Bürgerrechtler und Black-Lives-Matter-Aktivisten DeRay Mckesson beziehungsweise die Sängerin Nicki Minaj. Am 5. Dezember kam der von Mock und dem Regisseur Timothy Greenfield-Sanders produzierte Dokumentarfilm The Trans List auf HBO heraus. Er handelt von den Lebensgeschichten elf trans Prominenter, darunter Laverne Cox, Buck Angel, Caroline Cossey, Nicole Maines und Caitlyn Jenner, die Mock dafür interviewte.
2017 wurde Mocks zweite Autobiografie mit dem Titel Surpassing Certainty: What My Twenties Taught Me veröffentlicht. Diese behandelt Mocks Werdegang nach ihrer geschlechtsangleichenden Maßnahme, unter anderem ihre Studien, erste Beziehung als offene trans Frau sowie beruflichen Anfänge. Der Titel ist eine Anspielung auf das Zitat And at last you’ll know with surpassing certainty that only one thing is more frightening than speaking your truth. And that is not speaking. von Audre Lorde (ungefähre deutsche Übersetzung: „Und letztlich wirst du mit überragender Gewissheit feststellen, dass es nur eine Sache gibt, die beängstigender ist, als deine persönliche Wahrheit auszusprechen. Nämlich zu schweigen“).
Ab 2018 war Mock als Produzentin, Drehbuchautorin sowie Regisseurin für die von Ryan Murphy, Brad Falchuk und Steven Canals erdachte FX-Produktion Pose tätig, die ihre Premiere am 3. Juni 2018 feierte. Mock ist die erste nicht-weiße trans Frau, die in den Vereinigten Staaten bei einer Fernsehserie Regie führte und Drehbücher verfasste. Die Produktion handelt von der New Yorker Ballroom Culture der 1980er und 1990er Jahre, bei der hauptsächlich nicht-weiße Mitglieder der LGBT-Gemeinschaft in Houses genannten Gruppen bei künstlerischen Wettbewerben gegeneinander antreten. Die Figuren haben dabei vor allem gegen Homo- und Transphobie, Rassismus und die HIV-Epidemie zu kämpfen.
2019 unterschrieb Mock einen Drei-Jahres-Vertrag bei Netflix. Der Sender sicherte sich damit die Ausstrahlungsrechte an von Mock kreierten Serien sowie die Möglichkeit, als erstes Unternehmen von ihr produzierte Filme anzusehen. Mock hat als erste US-amerikanische nicht-weiße trans Frau eine derartige Produktionsvereinbarung mit einer großen Film- und Fernseh-Produktionsfirma abgeschlossen.
Im November 2021 wurde Mock von Sony Pictures Entertainment als Regisseurin des Films The International Sweethearts of Rhythm engagiert. Zudem soll sie den von Suzan-Lori Parks verfassten, ersten Drehbuchentwurf umschreiben.

## Aktivismus
2011 reichte Mock ein Video über ihre Erfahrungen als trans Frau beim It Gets Better Project ein.
2012 ermutigte Mock andere trans Frauen, unter dem Twitter-Hashtag #GirlsLikeUs ihre persönlichen Geschichten zu erzählen und sich gegenseitig auszutauschen, was auf eine große Resonanz stieß. Sie war zudem Co-Vorsitzende der Jury und Moderatorin der damaligen GLAAD Media Awards.
2014 wirkte Mock an einem Video mit, das für den Internationalen Frauentag produziert und per Klick auf den Google Doodle abgerufen werden konnte. Im selben Jahr unterstützten sie und Laverne Cox mittels einer Kampagne die trans Aktivistin Monica Jones. Diese wurde nach ihrem Protest gegen ein Anti-Prostitutions-Gesetz wegen eines Verstoßes gegen ebenjenes verhaftet. Nach Ansicht von Mock und Cox würden vor allem nicht-weiße trans Frauen deswegen unrechtmäßig verurteilt. Das Urteil gegen Jones (30 Tage Haft und 500 Dollar Bußgeld) wurde schließlich aufgehoben. Im selben Jahr waren die beiden neben 12 weiteren trans Frauen, darunter Isis King, auf einem Titelbild des an trans Personen gerichteten Magazins Candy zu sehen.

### Würdigungen für Aktivismus (Auswahl)
Im Oktober 2012 erhielt Mock den Sylvia Rivera Activist Award des Sylvia Rivera Law Project. Es bietet trans, intergeschlechtlichen und nichtbinären Personen Prozesskostenhilfe an und ist nach der LGBT-Aktivistin Sylvia Rivera benannt. Ein Jahr darauf wurde Mock in der Out100 aufgeführt, einer Liste der laut Out „100 fesselndsten LGBT-Personen des Jahres“. Bei der dazugehörigen Preisverleihung hielt sie die Laudatio auf Cox, die einen Leserpreis der Zeitschrift erhielt.
Ende 2014 war Mock in der The Advocate-Liste 40 Under 40 der 40 bedeutendsten queeren US-Personen unter 40 Jahren sowie in der Aufzählung der 50 einflussreichsten LGBT-Personen in den Medien vertreten. Daneben erhielt sie in dem Jahr den Maggie Award for Media der Organisation Planned Parenthood in der Kategorie Kampagne in einem sozialen Netzwerk. Durch ihre Tumblr-Seite #RedefiningRealness habe Mock „online und darüber hinaus“ einen „starken und sicheren Ort für trans Stimmen“ geschaffen.
Von Time wurde Mock im März 2015 zu einer der „30 einflussreichsten Internetpersönlichkeit“ ernannt sowie zu den „zwölf neuen afroamerikanischen Führungspersönlichkeiten“ gezählt. Zudem befand sie sich im November in der Fast Company-Liste der „100 kreativsten Geschäftsleute“ des Jahres.

## Kontroversen
Im Februar 2014 wurde Mock von Piers Morgan bei seiner gleichnamigen Talkshow auf CNN anlässlich der Veröffentlichung ihrer Autobiografie interviewt. Nach der Ausstrahlung des Gesprächs kritisierte Mock Morgan auf Twitter, da er ihr Leben sensationalisiert und sich statt auf ihr Buch mehr auf ihr Privatleben und ihren Körper nach der geschlechtsangleichenden Operation konzentriert habe. In einer Stellungnahme gegenüber BuzzFeed bekräftigte Mock, dass es Morgan bei dem Gespräch nicht um trans Themen, sondern die Sensationalisierung ihres Lebens gegangen sei. Ferner habe er sie weder über ihren Aktivismus noch tiefergehend über ihre Autobiografie befragt. Da Morgan deswegen öffentlich von Mitgliedern der LGBT-Gemeinschaft kritisiert wurde, lud er Mock am Folgetag erneut ein. Während des Gesprächs verteidigte er sich gegen die Kritik und erklärte, ihr Problem mit dem Interview nicht verstanden zu haben. Daraufhin erläuterte Mock ihm gegenüber die ihrer Ansicht nach problematische Porträtierung von trans Personen in den Medien.
Im selben Monat sprach Mock bei The Colbert Report  in einer humorvollen Unterhaltung mit Stephen Colbert erneut über ihren Aktivismus sowie ihr Buch. Im April führte sie als Anspielung auf das Gespräch mit Morgan in einer satirischen Websendung ein fiktives Interview mit einer cis Reporterin, der sie unter anderem übergriffige Fragen über deren Vagina stellte. Mock wollte so die angeblich in den Medien häufig erfolgten, unangebrachten Fragestellungen gegenüber trans Personen aufzeigen.
Im März 2016 sollte Mock auf Einladung des Studentenverbands Hillel eine Gastrede an der Brown University halten. Nach zahlreichenden Protesten von Studierenden, die Hillel pro-zionistische Ansichten und anti-palästinensischen Rassismus vorwarfen, sagte sie schließlich ab.

## Bibliografie
- Redefining Realness: My Path to Womanhood, Identity, Love & So Much More. Atria Books, New York 2014,  ISBN 978-1-50114-579-7.
- Surpassing Certainty: What My Twenties Taught Me. Atria Books, New York 2017, ISBN 978-1-47670-913-0.

## Filmografie (Auswahl)
- 2013: The Out List (Dokumentarfilm, Interviewpartnerin)
- 2018–2021: Pose (Fernsehserie, Produzentin, auch Drehbuch 13 Folgen, Regie 6 Folgen)
- 2019: The Politician (Fernsehserie, Regie Folge 1x3)
- 2020: Hollywood (Fernsehserie, Produzentin, auch Drehbuch und Regie 2 Folgen)
- 2020: Devs (Fernsehserie, Darstellerin 2 Folgen)
- 2022: Dahmer – Monster: Die Geschichte von Jeffrey Dahmer (Dahmer, Fernsehserie, Produzentin, auch Drehbuch 2 Folgen)

## Auszeichnungen und Nominierungen (Auswahl)
AAFCA Award
- AAFCA Award 2020

- Auszeichnung in der Kategorie Breakthrough Creative Award

Emmy
- Primetime-Emmy-Verleihung 2019

- Nominierung in der Kategorie Beste Fernsehserie – Drama, für Pose

- Primetime-Emmy-Verleihung 2021

- Nominierung in der Kategorie Beste Fernsehserie – Drama, für Pose
- Nominierung in der Kategorie Bestes Drehbuch einer Fernsehserie – Drama, für Pose

- Primetime-Emmy-Verleihung 2023

- Nominierung in der Kategorie Beste Anthologieserie oder Beste Miniserie, für Dahmer – Monster: Die Geschichte von Jeffrey Dahmer

Lambda Literary Award
- Lambda Literary Award 2015

- Finalist in der Kategorie Transgender-Sachbuch

NAACP Image Award
- NAACP Image Award 2022

- Nominierung in der Kategorie Bestes Drehbuch einer Drama-Fernsehserie, für Pose

Outfest Legacy Awards
- Outfest Legacy Awards 2018

- Auszeichnung in der Kategorie Trailblazer Award, für Pose (zusammen mit Steven Canals und Our Lady J)

Producers Guild of America Award
- Producers Guild of America Award 2023

- Nominierung in der Kategorie Beste Anthologieserie oder Beste Miniserie, für Dahmer – Monster: Die Geschichte von Jeffrey Dahmer

Stonewall Book Award
- Stonewall Book Award 2015

- Auszeichnung in der Kategorie Israel Fishman Non-Fiction Award, für Redefining Realness

Writers Guild of America Award
- Writers Guild of America Award 2019

- Nominierung in der Kategorie Beste neue Serie, für Pose

- Writers Guild of America Award 2021

- Nominierung in der Kategorie Beste Original-Langformproduktion, für Hollywood